# قتإب (السياني)

تعديل مصدري - تعديل

قتاب محلة تابعة لقرية الجوازع، التابعة لعزلة هدفان بمديرية السياني إحدى مديريات محافظة إب في الجمهورية اليمنية.، بلغ تعداد سكانها 1008 حسب تعداد اليمن لعام 2004.